# Fjärdsgrund (vid Södra Vallgrund, Korsholm)
Fjärdsgrund är en ö i Finland.   Den ligger i den ekonomiska regionen  Vasa  och landskapet Österbotten, i den västra delen av landet, 400 km nordväst om huvudstaden Helsingfors. Arean är 0,13 kvadratkilometer.
Terrängen på Fjärdsgrund är mycket platt. Den sträcker sig 0,7 kilometer i nord-sydlig riktning, och 0,3 kilometer i öst-västlig riktning.